# Holcopasites rozeni
Holcopasites rozeni là một loài Hymenoptera trong họ Apidae. Loài này được Hurd & Linsley mô tả khoa học năm 1972.